# Marie Cederschiöld högskola

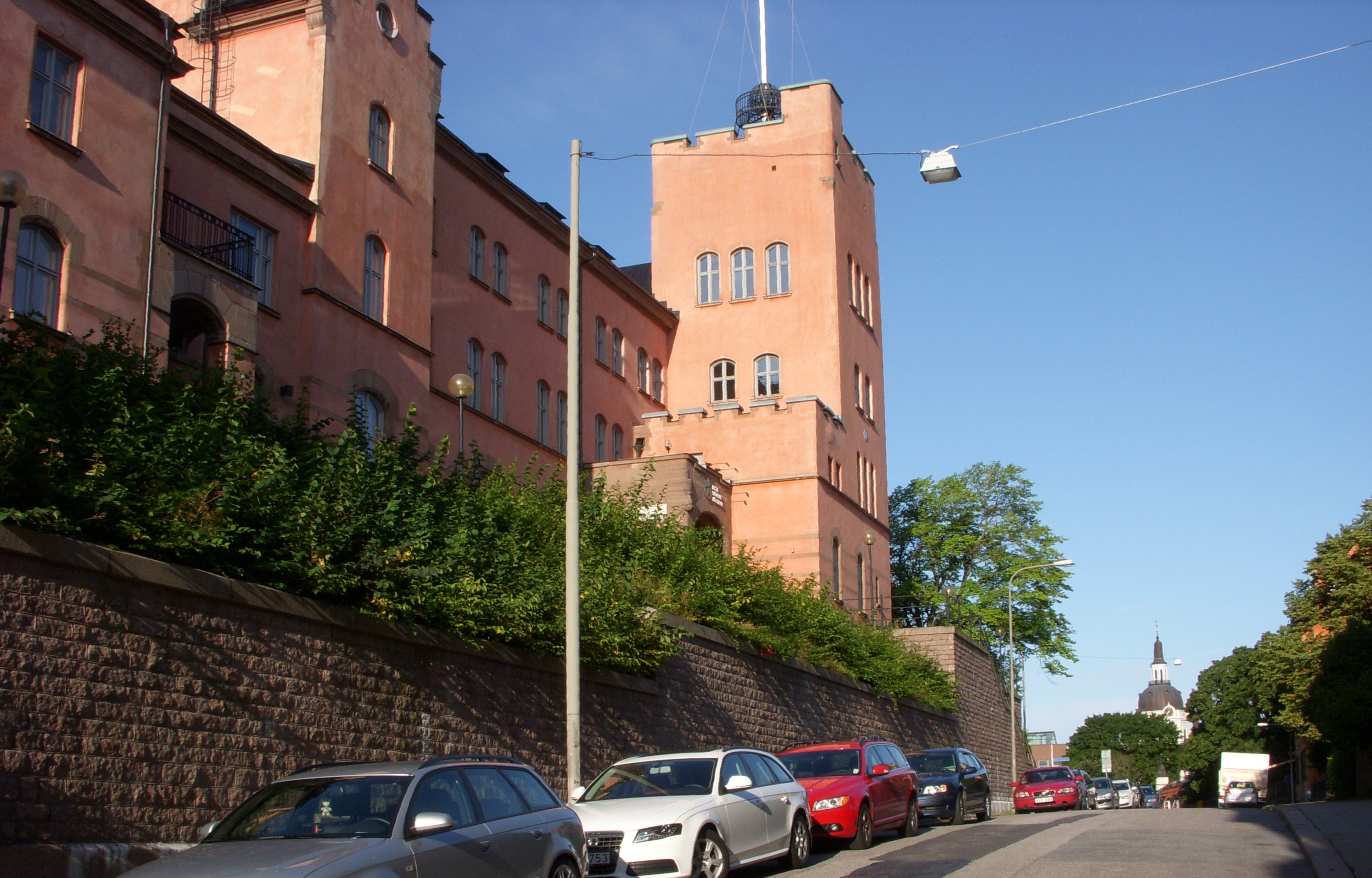
Skolbyggnaden vid Stigbergsgatan.

Marie Cederschiöld högskola, tidigare Ersta Sköndal högskola och Ersta Sköndal Bräcke högskola, är en privat högskola, bildad den 1 januari 1998. Den är förlagd till Stigbergsgatan på Södermalm i Stockholm. På högskolan bedrivs utbildning på grundnivå och avancerad nivå i vårdvetenskap och socialt arbete, samt i teologi. Marie Cederschiöld högskola bedriver forskning inom vårdvetenskap, socialt arbete, teologi och civilsamhällesvetenskap samt forskarutbildning inom området Människan i välfärdssamhället. Högskolans uppdragsutbildning erbjuder kompetensutveckling och vidareutbildningar, både öppna utbildningar och beställda.

## Historia
Högskolan bildades den 1 januari 1998 genom sammanslagning och integrering av högskoleutbildningar, forskningsverksamheter och vidareutbildningsprogram vid Ersta diakonisällskap och Stiftelsen Stora Sköndal. Namnet var då Ersta Sköndal högskola. Bräcke diakoni blev delägare 2010 och 23 januari 2017 ändrades namnet till Ersta Sköndal Bräcke högskola. I oktober 2019 fick högskolan ytterligare en ägare då Stockholms sjukhem gick in som en av fyra delägare. Den 24 januari 2022 bytte högskolan namn till Marie Cederschiöld högskola, efter diakonissan Maria Cederschiöld (1815–1892). Psykoterapiutbildningen lades ned 2022 och därmed även det campus som funnits i Bräcke i Göteborg.[källa behövs]

### Rektorer
- Roger Klinth (nuvarande)
- Jan-Håkan Hansson
- Per Nilsson

### Ordförande "Marie Cederschiöld högskola AB"
- Stefan Bergh (nuvarande)
- Ann-Marie Begler

## Högskolebyggnaden i Stockholm
Högskolan är inrymd i lokaler som ursprungligen var avsedda för Navigationsskolan i Stockholm. Byggnaden uppfördes 1907 på Stigberget på Södermalm efter ritningar av arkitekten Georg Ringström. Där utbildades sjöbefäl fram till nedläggningen 1985. En sevärdhet är tidkulan i masten på taket, som användes för att exakt markera klockslaget 12.00 GMT. Korrekt tid var viktig vid longitudbestämning med hjälp av astronomiska observationer. Radions tidssignal gjorde tidkulan föråldrad och den astronomiska lägesbestämningen har senare ersatts av satellitnavigering. Tidkulan i Stockholm avvecklades 1936 men är åter i drift sedan 1987.[källa behövs]